# Джанджгава, Натия
Натия Джанджгава (груз. ჯანჯღავა ნათია; род. 16 декабря 1972) — грузинская шахматистка, ранее советская, международный мастер среди женщин (1995).

## Биография
В 1989 году Натия Джанджгава стала мастером спорта СССР по шахматам. В 1990 году в Подольске она участвовала в финале чемпионата СССР по шахматам среди женщин, в котором заняла 18-е место. В 1991 году в Мамае выступила на юниорском чемпионате по шахматам среди девушек до 20 лет, в котором заняла 5-е место. В 1993 году заняла первое место на международном женском шахматном турнире в  Поличке. В 1994 году Натия Джанджгава выиграла чемпионат Грузии по шахматам среди женщин. В 1995 году Натия Джанджгава участвовала в межзональном турнире по шахматам среди женщин в Кишинёвe, где заняла 49-е место.
В 1995 году она была удостоена ФИДЕ звания международного мастера среди женщин (WIM).